# Kulturális diplomácia
A kulturális diplomácia a külpolitika egyik eszköze, a nyilvános diplomácia  és a soft power egyik típusa. Magába a foglalja ötletek, információk, művészetek és a kultúra egyéb aspektusainak nemzetek közötti cseréjét annak érdekében, hogy elősegítse különböző országok állampolgárai között a kölcsönös megértést." Célja, hogy egy másik állam állampolgárai megértsék nemzeti identitásunkat, illetve, hogy ezt a megértést alapul véve a másik állam támogatást nyújtson  politikai és gazdasági céljaink eléréséhez. A kulturális diplomácia lényegében „a nemzet lelkét tárja fel”, és ennek révén befolyást generál.
A kulturális diplomácia szerepet játszhat a nemzetbiztonsági célok elérésében is.

## Fogalma
A kulturális értékek, irodalmi, zenei, képzőművészeti alkotások bemutatása révén az egyik állam a kulturális diplomácia eszközével kíván egy másik államot a saját érdekei/értékei iránt elkötelezni. A kulturális diplomácia a  soft power egy típusa. A soft power lényege, hogy  az adott állam a céljait a nemzeti értékei által kifejtett vonzerőn keresztül éri el, nem pedig kényszerítésekkel vagy a pénz eszközével. Vonzó nemzeti érték lehet például egy ország kultúrája, vagy  politikai eszméi. A kultúra hatása pedig abban rejlik, hogy az általa képviselt érték képes arra, hogy külföldieknek vonzóvá tegye nemzetünket. A kulturális diplomácia a nyilvános diplomácia egy típusa is. A nyilvános diplomácia eszközével főleg a nagyobb államok élnek, céljuk, hogy saját társadalmukat és kultúrájukat minél szélesebb körökben tegyék ismertté, azért, hogy más országok támogatását elnyerjék saját külpolitikai céljaik megvalósítása érdekében. A kulturális diplomácia és a nyilvános diplomácia kapcsolatát pedig az adja, hogy egy nemzetet kulturális alkotásaival, tevékenységeivel lehet a legjobban reprezentálni. 
Bár a kulturális diplomácia, mint olyan, kormányzati tevékenység, a magánszektor is fontos szerepet játszik a megvalósításában. Nem a kormány alkotja a kultúrát; csak arra tehet kísérletet, hogy ismertté tegye azt, és meghatározza az ezen ismertségből származó nemzetpolitikai hatásokat. A kulturális diplomácia a nemzeti kulturális „erőforrások” és sikerek felhasználásával, külföldön való ismertté tételével próbál érvényt szerezni a nemzetközi környezetben. A nyitottság azonban kulcsfontosságú, hiszen a kulturális diplomácia kétszereplős tevékenység. Ha a másik ország nem mutat készséget az iránt, hogy a mi kulturális „termékeinket” befogadja, és saját kulturális értékeit sem szeretné megosztani velünk, akkor az együttműködés nem lesz sikeres. Ha azonban a kulturális értékek cseréje megvalósul, akkor ez nagyban hozzájárul a két nemzet közötti kölcsönös megértés erősítéséhet, és ebből következően befolyást szerezhetnek a másik országban. A kulturális diplomácia hitelessége nem onnan ered, hogy szorosan kapcsolódik a kormányzati intézményekhez, hanem a kulturális intézményekkel való együttműködésből.

## Célja
A kulturális diplomácia célja, hogy hatással legyen más országokra, és azok állampolgáraira, és ezt a hatást használja fel ahhoz, hogy gazdasági és politikai céljaihoz támogatást szerezzen. . A kultúra elemeivel él, hogy rábírja a külföldi lakosságot és politikai vezetést  az alábbiakra:
- pozitív kép kialakítása az ország lakosságáról, kultúrájáról és politikai eszméiről
- nagyobb mértékű kooperáció előmozdítása a két állam között
- megelőzni, kezelni vagy csökkenteni a célországgal kialakult konfliktusokat

A kulturális diplomácia egyben az országok közötti megértést is segíti, hiszen nemcsak a célországban alakulhat ki szimpátia a kulturális diplomáciával élő állam iránt, hanem a kulturális diplomáciát eszközként használó ország is jobban megismerheti célországát, annak politikai, kulturális értékeit. 
A kulturális diplomácia ritkán fókuszál specifikus politikai kérdésekre, inkább hosszú távú kapcsolat kialakítására törekednek az ezzel élő államok. További sajátosság, hogy a kulturális diplomácia képes a társadalom széles köreihez elérni. A  kulturális diplomácia tehát ötletek, ideálok, bizonyos világszemlélet magvait veti el, amelyek vagy kibontakoznak egy idegen államban, vagy feledésbe merülnek.

## Kapcsolata a nemzetbiztonsággal
Mindenekelőtt a kulturális diplomácia egy nemzet erejét reprezentálja, ugyanis más országok számára a kultúra minden területét bemutatja, amiből pedig az adott ország jólétéről, tudományos és technológiai fejlettségéről, versenyképességéről vonhatunk le következtetéseket.  Az ország erejének érzékeltetésével pedig külföldön olyan kép alakul ki az adott államról, hogy az képes biztosítani saját biztonságát. Továbbá, mivel  a kulturális diplomácia politikai és ideológiai témákat is magában foglal, és mert a meggyőzés eszközét használja, felhasználható, mint a politikai hadviselés eszköze és hasznos lehet a háború tradicionális céljainak elérésére. Egy kínai aktivista említette, hogy a sok hollywoodi film, amelyet a kínai társadalom látott, átformálta a bírósági szokásokat. Az efféle kulturális export hatásai (itt jelen esetben a filmek Kína jogi rendszerére gyakorolt hatása) pedig előnyösek az Amerikai Egyesült Államoknak és azon többi országnak, akik egy demokratikusabb Kínát szeretnének látni. 
Továbbá a kulturális diplomácia segít az állami tevékenységeket külföldön oly módon értelmezni, ahogy azt a cselekvő állam szeretné, ezáltal elkerülve azt, hogy rossz értelmezés miatt az adott cselekedet jelentéktelenné váljon. 
Egészében véve a kulturális diplomácia alkalmas arra, hogy a nemzet erejét reprezentálja, támogató környezetet építsen ki, és segítsen az információk összegyűjtésében és értelmezésében. Hozzájárul továbbá ahhoz, hogy nőjön az ország presztízse, és a nemzetpolitikai célok eléréséhez úgy, hogy segít ezek célokhoz külföldi támogatókat szerezni. A fent említett tevékenységek pedig hatással vannak a nemzetbiztonságra, és mivel ezeket a kulturális diplomácia eszközével éri el az állam, elmondhatjuk, hogy a kulturális diplomácia igenis fontos szerepet játszik a nemzetbiztonság kérdését illetően. 

## A kulturális diplomácia eszközei
A kulturális diplomácia a nemzet kultúrájának összes aspektusát felhasználja:
- művészetek, például: film, tánc, zene, festőművészet
- kiállítások, amelyek lehetőséget kínálnak a kultúra számos részterületének népszerűsítésére
- oktatási programok
- irodalom-könyvtárak alapítása külföldön és népszerű hazai könyvek lefordítása idegen nyelvekre
- kulturális programok rádión és televízión történő közvetítése

Mindezek az eszközök hozzájárulnak ahhoz, hogy egy másik ország lakossága megértse az adott nemzet kultúráját. Ám a kulturális diplomácia akkor éri el igazán a célját, ha azon eszközeivel él, amelyek a célközönség számára relevánsak. Ehhez azonban elengedhetetlen a célközönség ismerete. Ebben pedig segíthet az, ha a kormány együttműködik NGO-kal, vagy külföldi politikai pártokkal, amelyek tanácsot tudnak adni abban a kormánynak, mely kulturális diplomáciai eszközök relevánsak az ország lakosságának és melyek segíthetik elő leginkább kultúránk megértését. A kulturális diplomácia  eszköztárát nem a kormány, hanem a kultúra hozza létre, a kormány szerepe, hogy megkönnyítse ezen kulturális „termékek” idegen közönség előtti előadását, megjelenítését, azért, hogy befolyást szerezzen az adott idegen országban.

## Kihívások a kulturális diplomácia előtt
A kulturális diplomácia számos egyedi kihívással szembesíti azokat a kormányokat, amelyek megkísérlik kulturális diplomáciai programok lebonyolítását. Az ezen programok során a külföldi közönségeknek bemutatott „termékek” felett ugyanis  nincs kormányzati kontroll. Nem a kormány adja ki azokat a könyveket, készíti azokat a filmeket, TV programokat, zenéket, amelyek elérnek a közönséghez. A legtöbb, amit a kormány tehet, hogy igyekszik kialakítani egy nyitott, befogadó atmoszférát külföldön, hogy az üzenetek, amelyeket a kulturális diplomáciai eszközök hordoznak, elérjék a célközönséget. Napjaink globalizált világában a kormánynak képesnek kell lennie arra, hogy kontrollálja az információ áramlását, a kommunikációs technológiákat, a kereskedelmet is beleértve. Ez pedig szintén nehéz feladat a szabad piac miatt, hiszen a szabad piaci működés során nem a kormány az, aki az információáramlás nagy részét irányítja. Amit ez esetben a kormány tehet, hogy védi a kulturális „termékek” exportját a kereskedelmi egyezményekben foglaltakra hivatkozva, vagy hozzáférést szerez külföldi telekommunikációs hálózatokhoz.
Lehetséges, hogy a külföldi kormány elutasít, ellenez bizonyos kulturális exportot, annak ellenére, hogy az a lakosságának tetszene. A kultúra bizonyos elemeit sértőnek tarthatják a külföldi közönségre nézve. Bizonyos kulturális tevékenységek alááshatnak bizonyos nemzeti politikai törekvéseket. Például Amerikában számos nyilvános vita folyt az iraki háborúról, miközben a kormány hivatalos állásfoglalása még mindig az iraki háború mellett szólt. A tiltakozások az iraki háború ellen azonban folyamatosan erősödtek. Ezen tiltakozások pedig számos külföldi számára tették vonzóvá Amerikát, annak ellenére, hogy az, ami a vonzerőt adta, az amerikai kormánypolitikával teljesen ellentétes.  A kulturális diplomácia sikerének értékét szintén nehéz mérni.

## A kulturális diplomáciát szolgáló egyes intézmények (válogatás)

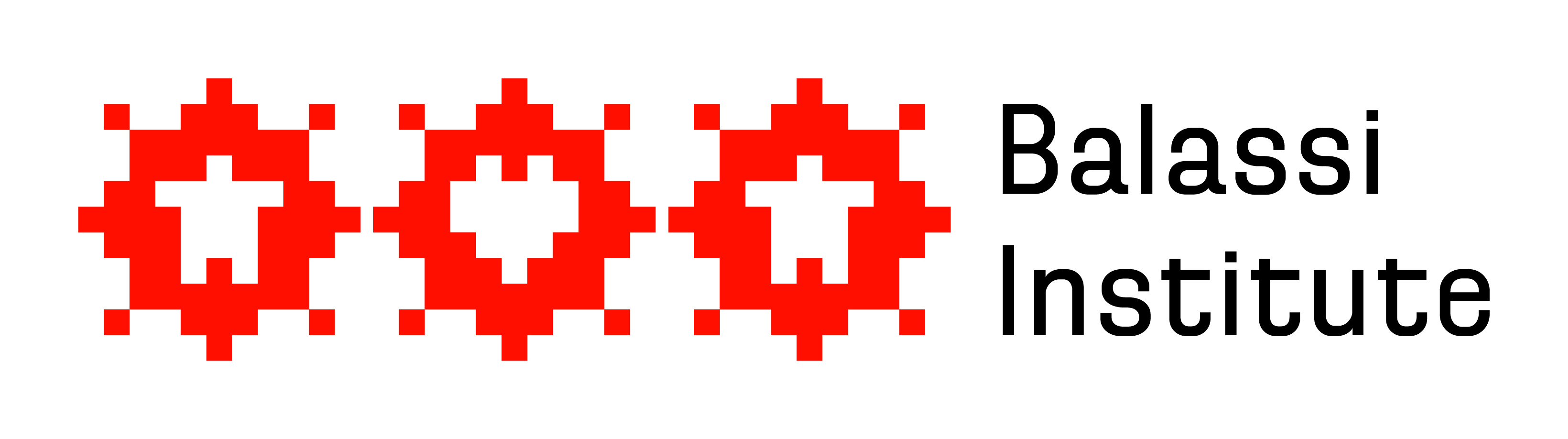
Balassi Intézet

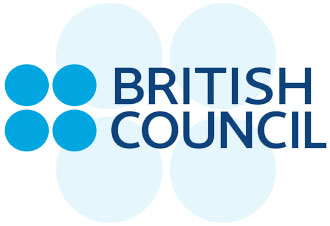
British Council

- Alliance française, Franciaország
- Balassi Intézet, Magyarország (1927- )
- British Council, Egyesült Királyság (1934– )
- Confucius Institute, Kína
- Danish Cultural Institute, Dánia (1940- )
- Goethe-Institut, Németország
- Istituto Italiano di Cultura, Olaszország
- Japan Foundation, Japán
- United States Information Agency, USA (1953–99)
- Ukrán Intézet, Ukrajna (2017–)

## Fordítás
- Ez a szócikk részben vagy egészben  a   Cultural diplomacy című angol Wikipédia-szócikk fordításán alapul.  Az eredeti cikk szerkesztőit annak laptörténete sorolja fel. Ez a jelzés csupán a megfogalmazás eredetét és a szerzői jogokat jelzi, nem szolgál a cikkben szereplő információk forrásmegjelöléseként.